# Сан Никола ди Тремити (Фођа)
Сан Никола ди Тремити (итал. San Nicola di Tremiti) је насеље у Италији у округу Фођа, региону Апулија.
Према процени из 2011. у насељу је живело 131 становника. Насеље се налази на надморској висини од 44 м.